# 梅尼勒鲁塞
梅尼勒鲁塞（法語：Mesnil-Rousset，法語發音：[menil ʁusɛ]）是法国厄尔省的一个市镇，位于该省西南部，属于贝尔奈区。

## 地理
梅尼勒鲁塞（48°53'24"N, 0°33'10"E）面积7.22 平方千米，位于法国诺曼底大区厄尔省，该省份为法国北部内陆省份，北起滨海塞纳省，西接奧恩省和卡爾瓦多斯省，南至厄尔-卢瓦省，东临瓦兹省、瓦兹河谷省和伊夫林省。
与梅尼勒鲁塞接壤的市镇（或旧市镇、城区）包括：拉艾圣西尔韦斯特、阿梅勒圣母村、乌什堡。

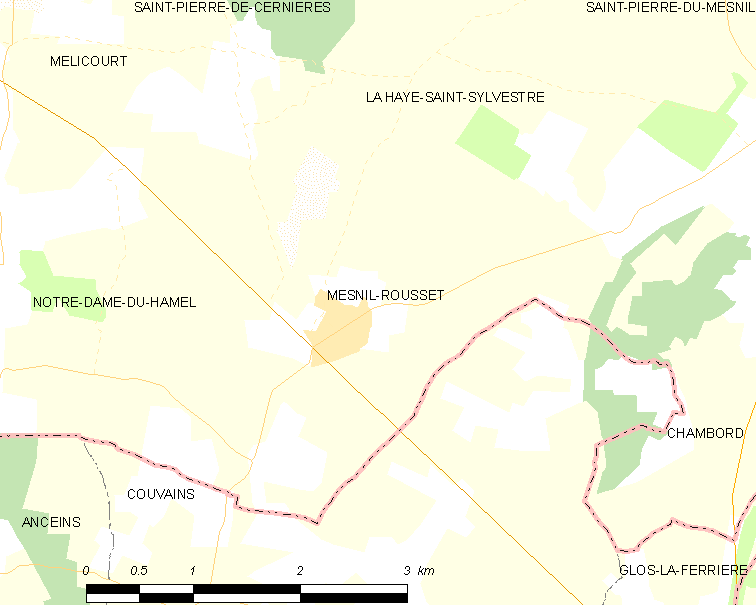
梅尼勒鲁塞的OSM定位图

梅尼勒鲁塞的时区为UTC+01:00、UTC+02:00（夏令时）。

## 行政
梅尼勒鲁塞的邮政编码为27390，INSEE市镇编码为27404。

## 政治
梅尼勒鲁塞所属的省级选区为布勒特伊县。

## 人口

1962-2008年间梅尼勒鲁塞人口变化图示

梅尼勒鲁塞于2022年1月1日时的人口数量为84人。